# Арам Маргарян
Арам Маргарян (вірм. Արամ Մարգարյան; нар. 27 березня 1974, Єреван) — радянський та вірменський борець вільного стилю, чемпіон світу. Заслужений майстер спорту Вірменії.

## Біографія
Боротьбою займається з 1990 року. У складі юніорської збірної СРСР був третім на чемпіонаті світу 1991 року. У складі молодіжної збірної Вірменії був чемпіоном Європи 1994 року. На чемпіонаті світу 2002 року програв у фінальній сутичці турецькому борцеві Харуну Догану, який згодом був дискваліфікований, коли тести виявили заборонену речовину в його організмі. Золота медаль потім відправилася до Арама Маргаряна.
У 2002 був названий вірменськими спортивними журналістами Спортсменом року.
Після закінчення активних виступів на борцівському килимі — на тренерській роботі. Очолював молодіжну збірну Вірменії з вільної боротьби. У березні 2011 подав у відставку з посади головного тренера.
У 2010 році був нагороджений медаллю НОК Вірменії Гранта Шагіняна.

## Виступи на Чемпіонатах світу
| Змагання                        | Збірна   | Вагова категорія | Місце  |
| ------------------------------- | -------- | ---------------- | ------ |
| Чемпіонат світу з боротьби 1995 | Вірменія | 57 кг            | 10     |
| Чемпіонат світу з боротьби 2002 | Вірменія | 60 кг            | Золото |
| Чемпіонат світу з боротьби 2003 | Вірменія | 60кг             | 26     |